# عطا احمدی
عطا احمدی (زاده یکم آذر ۱۳۱۵ در روستای هینمان، کوهپایه، کرمان)معروف به پهلوان عطا معلم و نیکوکار ایرانی است.وی پس از بازنشستگی از آموزش و پرورش اقدام به ساخت ۲۵۰ مدرسه در استان کرمان می‌نماید

## دوران کودکی
خانواده وی اندکی پس از تولد وی به کرمان نقل مکان کردند و در منزلی واقع در محله بازارشاه، سکونت کردند. وی پنج ساله بود که در مکتب‌های قدیم، قرآن را نزد مرحوم ملا خاور و بی‌بی کوچک و حافظ را نزد بیبی جوهری خواند. سپس راهی مدرسه کاویانی که از مجموعه موقوفات زرتشتیان کرمان بود شد و پایه سوم تا نهم را در مدرسه ایرانشهر به فراگیری درس پرداخت که این مدرسه در آن زمان تحت نظارت میرزا برزو آمیغی قرار داشت.

## دوران جوانی
عطا احمدی پس از گذراندن امتحان دانش سرا در سال ۱۳۳۳، مدیر و آموزگار مدرسه گوغر بافت و بعد از آن، مدیر و معلم مدرسه رابر، مدیر و معلم مدرسه بزنجان و مربی تعلیمات اساسی شهرستان بافت شد. تعلیمات اساسی برنامه‌ای دولتی بود که قبل از تشکیل سپاه دانش،رخسپاه ترویج و سپاه بهداشت، کارهای عمرانی، کشاورزی، بهداشتی و آموزشی را در روستاها انجام می‌داد.
وی علاوه بر مدیریت مدرسه و تدریس، بقیه وقتش را به اموری مانند درختکاری، تسطیح راه‌ها و تشکیل کلاس‌های شبانه سوادآموزی می‌گذراند.

## اقدامات خیرخواهانه
پس از مرگ همسرش خانه‌اش را تبدیل به مدرسه کرد. در کارنامه وی، ساخت ۲۵۰ باب مدرسه با هزاران مترمربع فضای آموزشی، تأسیس مجموعه سرای سالمندان کرمان با گنجایش ۱۶۰۰ سالمند، ساخت جاده کوهستانی به طول ۱۲کیلومتر و آبرسانی و برق‌رسانی به روستاهای «کوهپایه» کرمان با همکاری سازمان جهادسازندگی استان، ساخت بیش از ۱۳۶۰ واحد مسکونی، ساخت چندین مدرسه شبانه‌روزی، ساخت اردوگاه‌های شهید باهنر و شهید رجایی و هفت‌باغ «هینمان» در کوهپایه به چشم می‌خورد.

## دریافت نشان سازندگی
در سال ۱۳۷۵ نشان درجه سوم خدمت توسط اکبر هاشمی رفسنجانی رییس جمهور وقت به وی اعطا شد.